# Atomium
El Atomium (pronunciación en francés: /atɔmjɔm/; pronunciación en neerlandés: /aːˈtoːmijəm/) es un monumento moderno de Bruselas (Bélgica), construido originalmente como la pieza central de la Exposición Universal de Bruselas de 1958. Diseñado por el ingeniero André Waterkeyn y los arquitectos André y Jean Polak como un homenaje al progreso científico, así como símbolo de las capacidades de la ingeniería belga de la época, está situado en el parque Heysel/Heizel en Laeken (al norte de la Ciudad de Bruselas), donde tuvo lugar la exposición. Es la atracción turística más popular de la ciudad y funciona como un museo, centro de arte y destino cultural.
El Atomium tiene 102 metros de altura, que lo convierten en una de las estructuras más altas de Bélgica. Sus nueve esferas, revestidas con acero inoxidable, tienen 18 metros de diámetro y están conectadas en la forma de una celda unitaria que podría representar un cristal de hierro magnificado 165 000 millones de veces. Los tubos de acero que conectan las esferas contienen escaleras, escaleras mecánicas y un ascensor (en el tubo central vertical) para permitir el acceso a las seis esferas visitables, que contienen salas de exposiciones y otros espacios públicos. La esfera más alta contiene un restaurante con vistas panorámicas de Bruselas. El edificio fue renovado completamente entre 2004 y 2006 por las empresas Jacques Delens y Besix.
El edificio está situado en la Square de l'Atomium/Atomiumsquare, en la intersección del Boulevard du Centenaire/Eeuwfeestlaan con la Avenue de l'Atomium/Atomiumlaan y la Avenue de Bouchout/Boechoutlaan, frente al Palacio del Centenario del Centro de Exposiciones de Bruselas (Brussels Expo). Está servido por la estación Heysel/Heizel de la línea 6 del Metro de Bruselas.

## Nombre
El nombre «Atomium» es un acrónimo que combina las palabras átomo y aluminio, el metal con el que inicialmente estaban revestidas las esferas. La Región de Bruselas-Capital es bilingüe; por tanto, tanto el nombre en francés como el nombre en neerlandés del monumento —l'Atomium y het Atomium, respectivamente— son oficiales. En francés, l'Atomium (pronunciado /atɔmjɔm/) se usa tanto en masculino como en femenino, aunque el equipo oficial del monumento prefiere el femenino. En neerlandés, het Atomium (pronunciado /aːˈtoːmijəm/) es neutro. En español, habitualmente es designado con el artículo masculino «el» delante: «el Atomium». 

## Historia

### Concepción y construcción

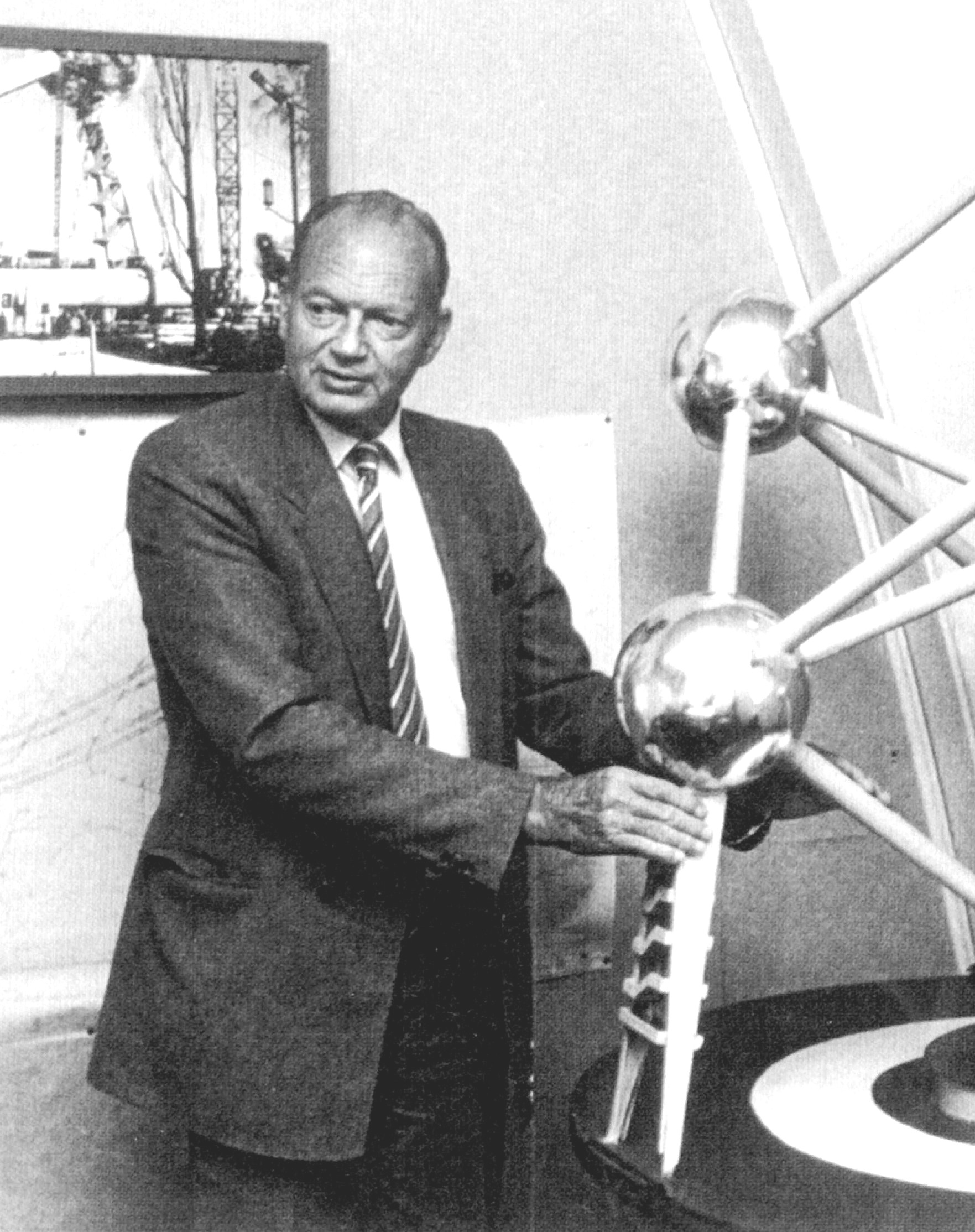
André Waterkeyn, el ingeniero del Atomium, delante de una maqueta de su creación.

El Atomium fue construido como el pabellón principal e icono de la Exposición Universal de Bruselas de 1958 (Expo 58). En la década de 1950, en plena era atómica, había una gran fe en el progreso científico y se escogió una estructura que representaba átomos para reflejar el avance de la humanidad en la ciencia, en particular en la física nuclear, de la cual Bélgica era una ferviente partidaria desde que el uranio del Congo Belga se convirtió en la fuente dominante del material usado para la fisión nuclear, incluido el usado para crear las primeras armas nucleares del mundo. Con el Atomium, Bélgica quería promover el ideal de la posguerra de aplicar pacíficamente la investigación atómica y otros avances tecnológicos para contribuir a la mejora de la calidad de vida de humanidad. Las nueve esferas del Atomium, revestidas con acero inoxidable, tienen 18 metros de diámetro y representan nueve átomos de hierro en la forma de la celda unitaria cúbica centrada en el cuerpo que podría representar, por ejemplo, un cristal de ferrita o hierro alfa (α-Fe) magnificado 165 000 millones de veces.
La construcción del Atomium fue una hazaña desde el punto de vista técnico. En enero de 1955, el ingeniero André Waterkeyn, director del departamento económico de Fabrimétal, la Federación de Empresas de la Industria Metalúrgica (conocida actualmente como Agoria), presentó un primer proyecto. Los arquitectos André y Jean Polak fueron los responsables de la transposición arquitectónica del concepto, elaborando para ello numerosos bocetos. La empresa recibió apoyo de los ingenieros consultores Artémy S. Joukoff y André Beckers, asistidos por la oficina de diseño de V. Daniel. Los cimientos fueron construidos en marzo de 1956 y el edificio, erigido por los talleres de construcción Jambes-Namur, se completó menos de un mes antes de la inauguración de la Expo 58, el 17 de abril de 1958.

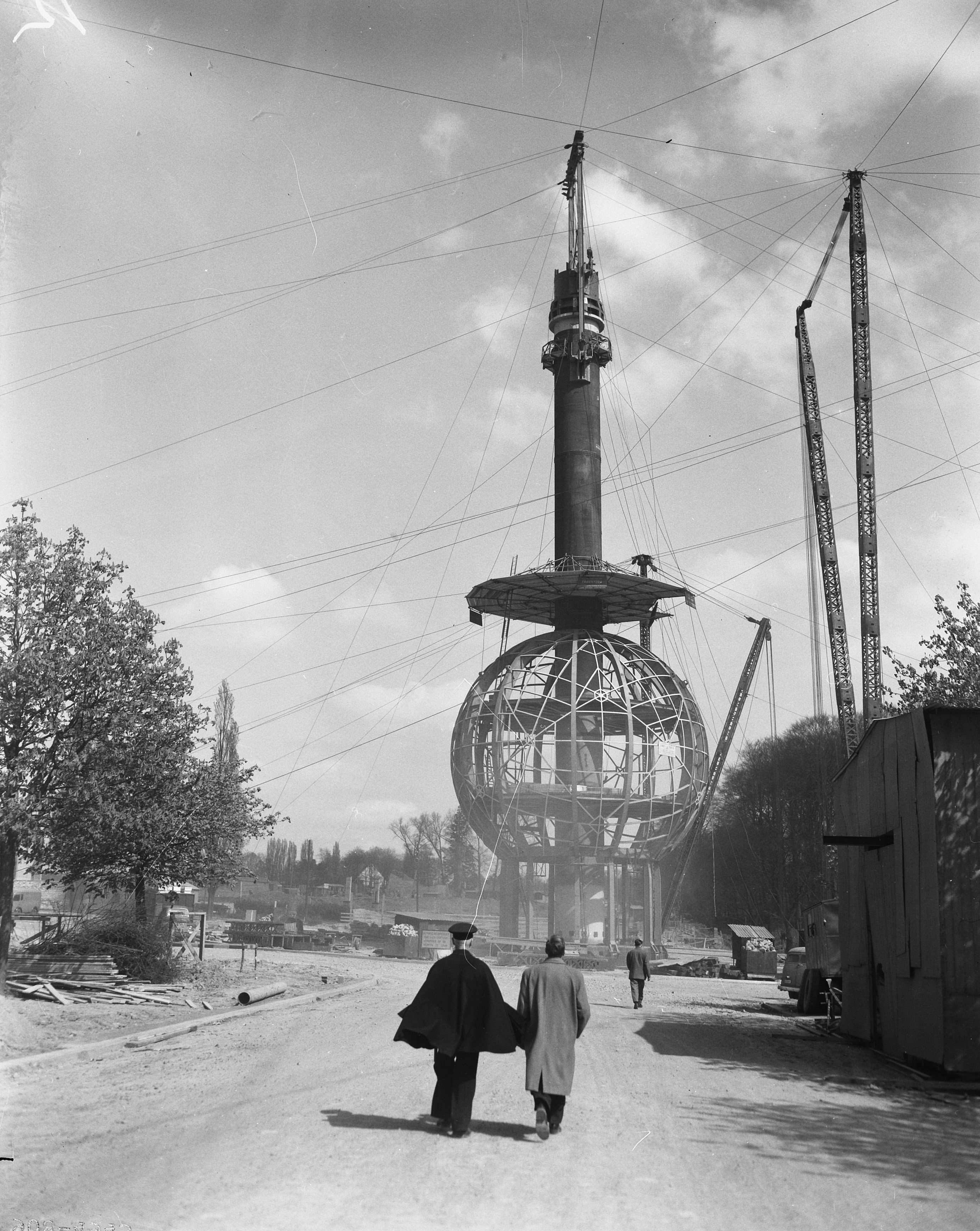
La construcción de la estructura en sus inicios (11 de abril de 1957).
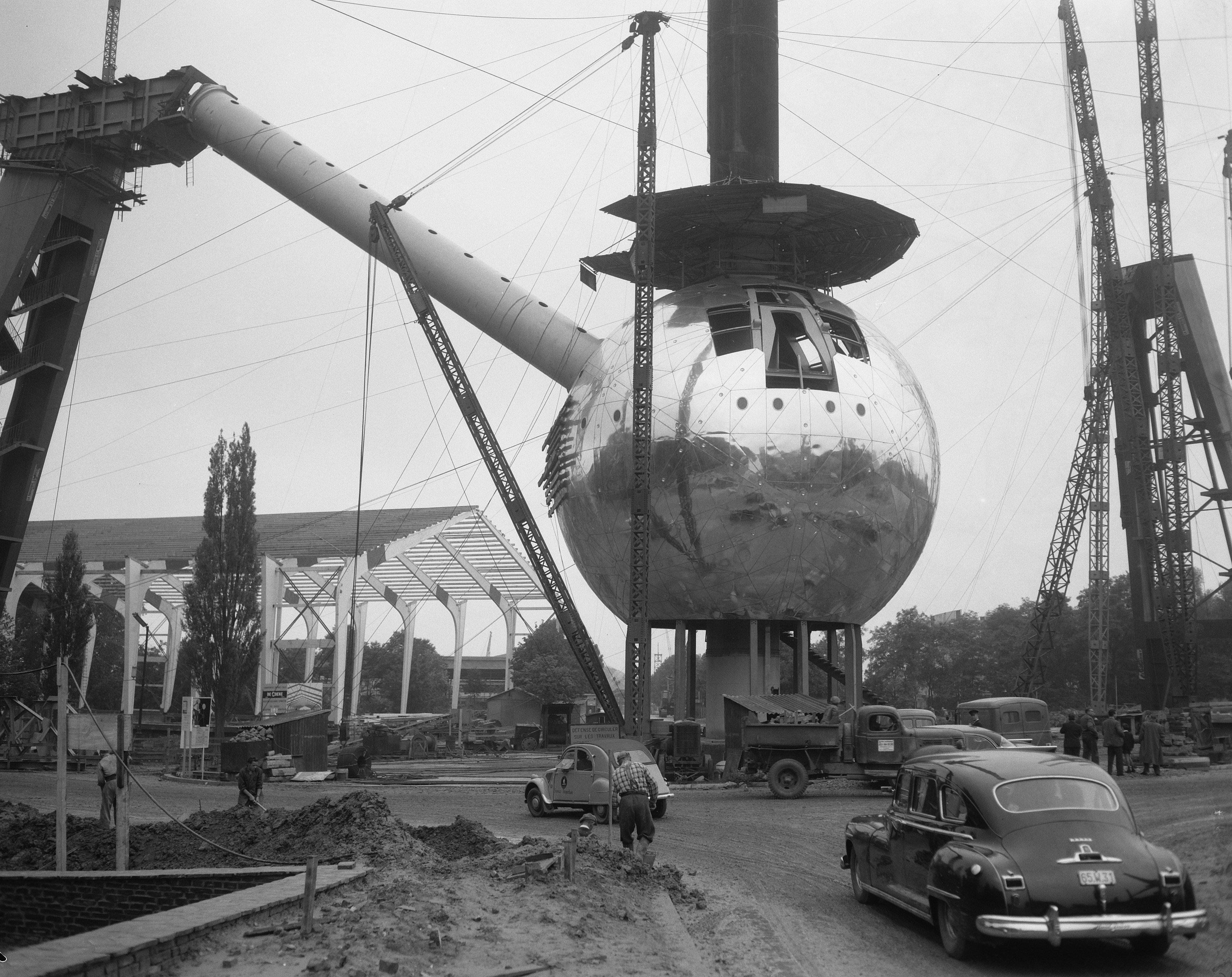
Construcción de los soportes, tubos y esferas (21 de agosto de 1957).
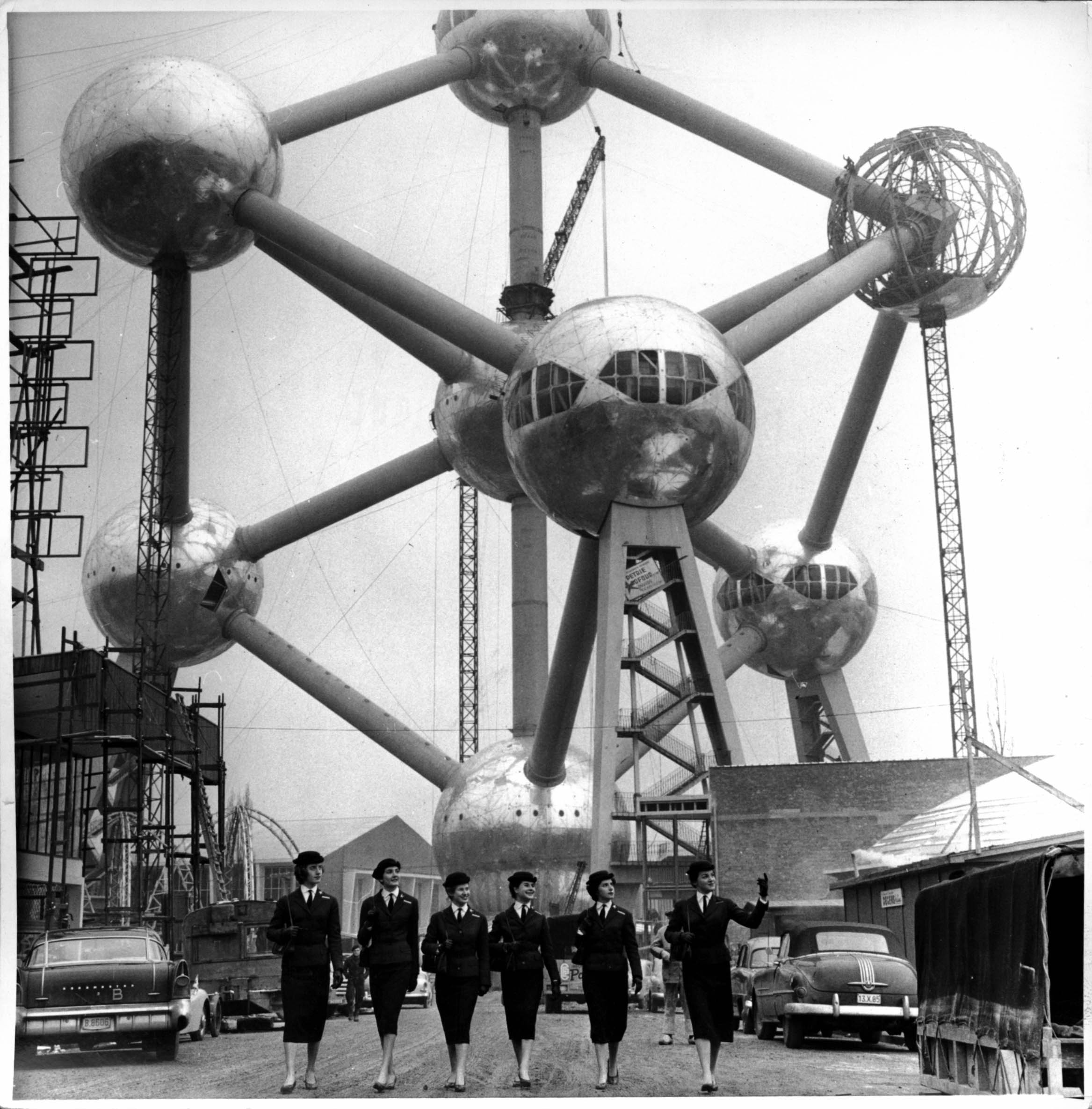
Finalización de las esferas más altas (principios de 1958).

### Expo 58
Desde su apertura, solo seis de las nueve esferas son accesibles para el público, las tres del eje central y las tres exteriores inferiores. Cada una de ellas tiene dos plantas principales y una planta inferior destinada a servicios. Tubos de 3 metros de diámetro conectan las esferas a lo largo de las doce aristas del cubo y cada uno de los ocho vértices con el centro. El tubo central contiene el que era el ascensor más rápido de Europa de la época, con una velocidad de 5 m/s, instalado por la sucursal belga de la empresa suiza Schlieren (absorbida posteriormente por Schindler), que permite a veintidós personas alcanzar la cima en 23 segundos. Las escaleras mecánicas instaladas en los tubos oblicuos también están entre las más largas de Europa. La mayor tiene 35 metros de longitud.
Las tres esferas exteriores superiores no tienen un soporte vertical y no están abiertas al público por motivos de seguridad, para minimizar el tráfico peatonal en ellas. El diseño original contemplaba que tampoco tuvieran soportes las tres esferas exteriores inferiores y que la estructura descansara únicamente sobre la esfera central inferior. Sin embargo, las pruebas en el túnel de viento mostraron que la estructura habría volcado con vientos de 80 km/h, cuando se han registrado vientos de hasta 140 km/h en Bélgica. Por tanto, se tuvieron que añadir soportes bajo las tres esferas en cuestión para conseguir que el edificio tuviera una resistencia suficiente ante el vuelco.
El Atomium, diseñado para durar seis meses, no fue concebido para sobrevivir a la Exposición Universal de 1958, pero su popularidad y su éxito lo convirtieron en un importante elemento del paisaje urbano de Bruselas. Por ello, su destrucción fue pospuesta año tras año, hasta que las autoridades de la ciudad decidieron conservarlo. Sin embargo, durante treinta años se realizó poco mantenimiento. Pese a ello, el edificio se usó como telón de fondo de importantes eventos y competiciones. En 1960, el 47.º Tour de Francia pasó por delante de él en sus etapas inaugurales. Entre 1960 y 1962, el Gran Premio de Bruselas (de Fórmula 2 en 1960 y Fórmula 1 en 1961 y 1962) se disputó no muy lejos del Atomium, en el circuito del Heysel.

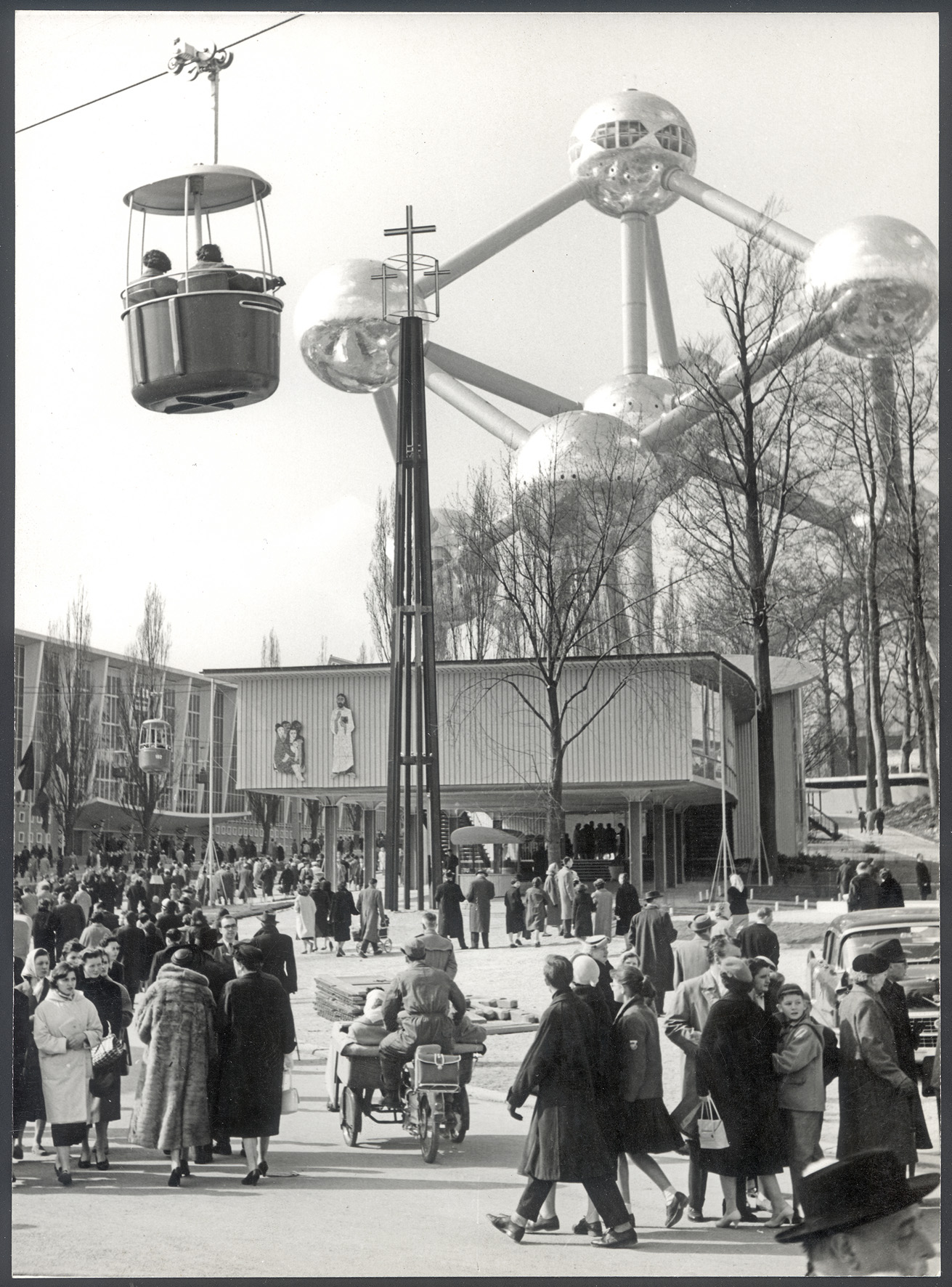
El Atomium y la telecabina durante la Expo 58.
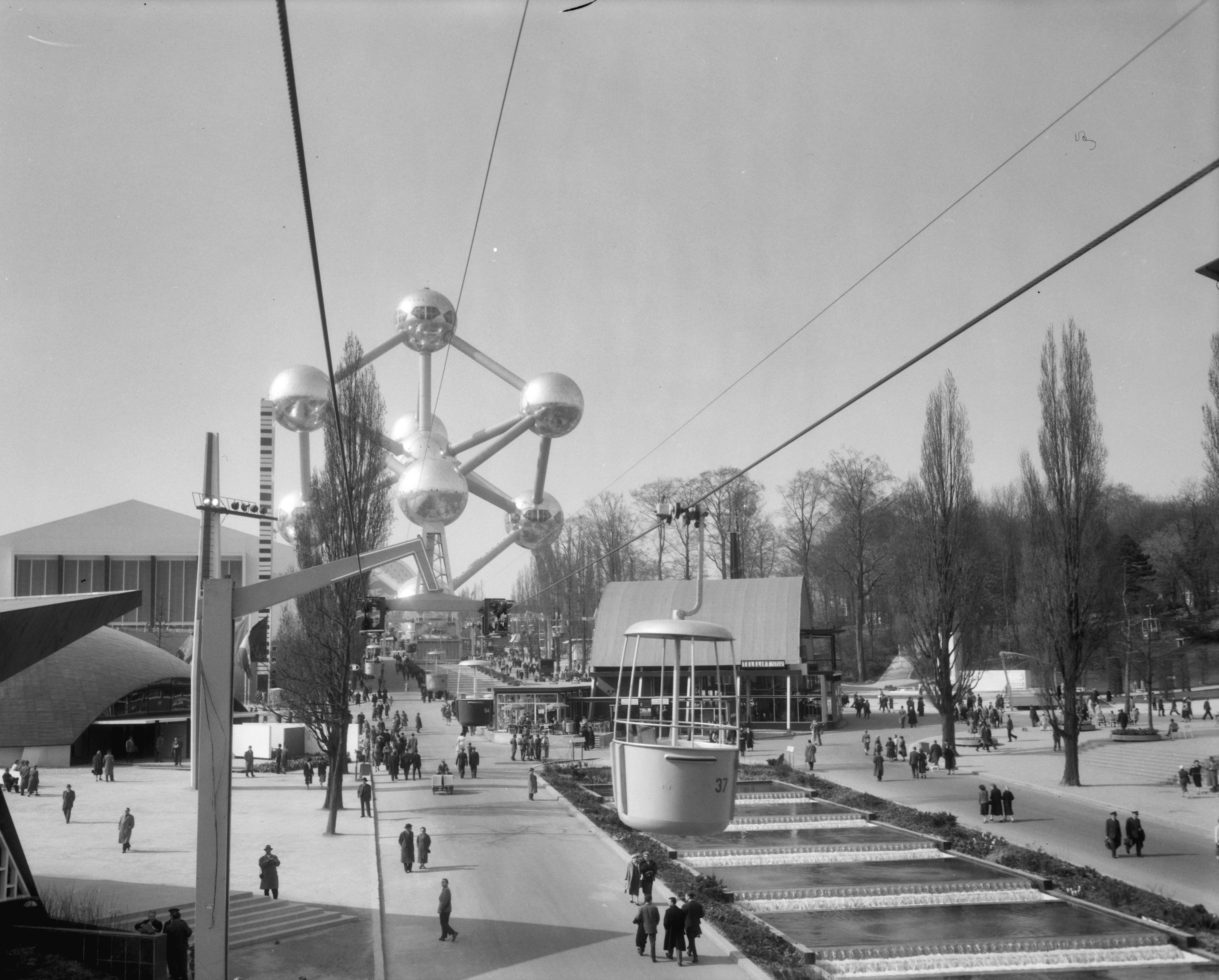
La avenida principal que conduce al Atomium durante la Expo 58.
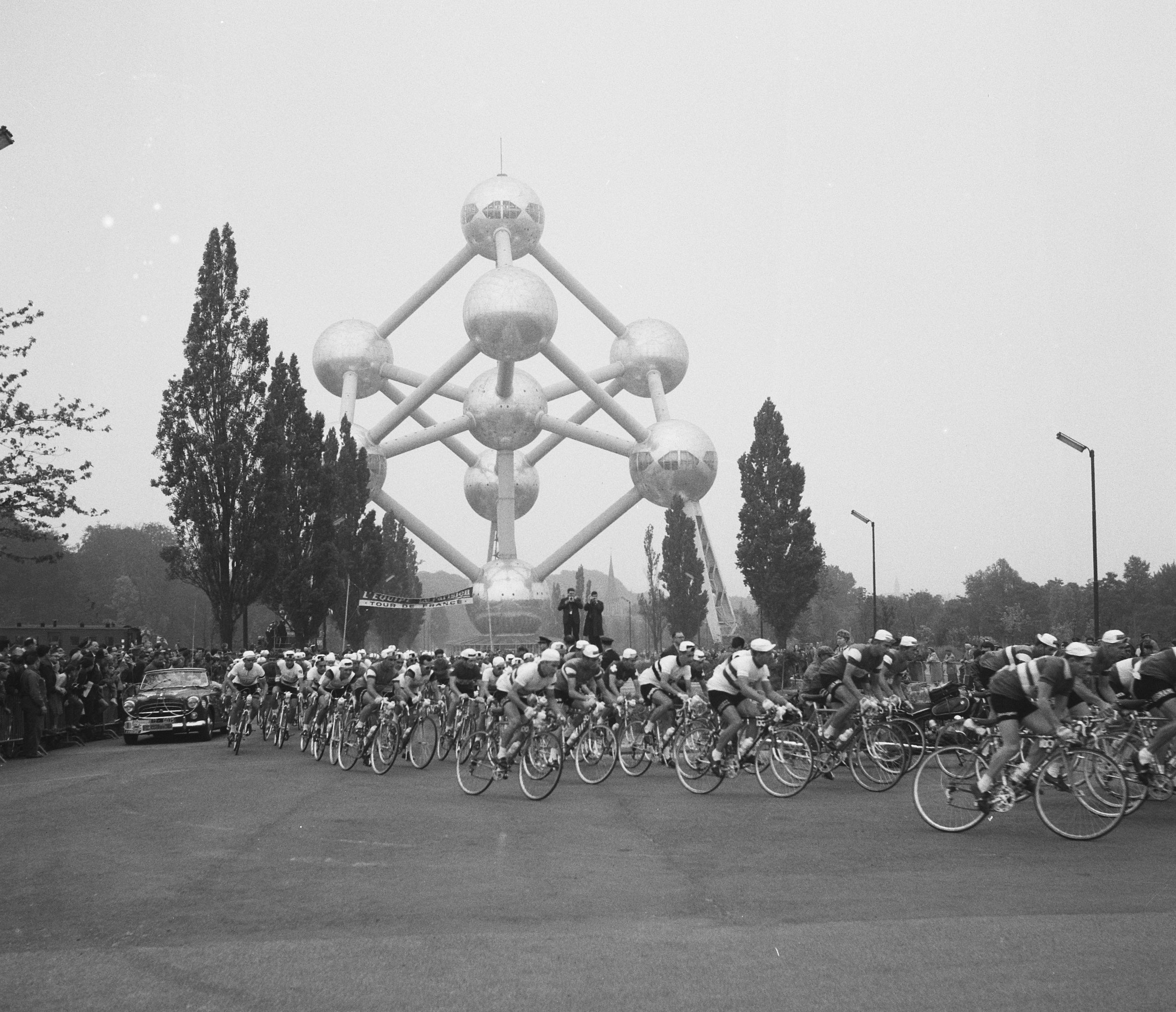
Ciclistas pasando junto al Atomium en el 47.º Tour de Francia (28 de junio de 1960).

### Renovación (2004–2006)
Para la entrada del III milenio, el estado del edificio se había deteriorado y necesitaba urgentemente una renovación integral. La renovación del Atomium, llevada a cabo por las constructoras belgas Jacques Delens y Besix, empezó en marzo de 2004. El edificio cerró al público en octubre de ese año y permaneció cerrado hasta el 18 de febrero de 2006. La renovación incluyó la sustitución de las descoloridas láminas de aluminio de las esferas por acero inoxidable, así como la construcción de un nuevo pabellón de recepción con una cubierta con forma de bumerán. A los pies del edificio, la rotonda fue transformada en una explanada de hormigón con bancos continuos y una gran escalera que conduce hacia el noreste.
El 21 de diciembre de 2005, se probó la nueva iluminación exterior del Atomium. Los meridianos de cada esfera fueron cubiertos con placas rectangulares de acero, en las que se instaló la iluminación led. Los ledes iluminan las esferas por la noche. En cada meridiano, las luces también pueden parpadear simultáneamente o por turnos, simbolizando la órbita de un electrón alrededor del núcleo. Además, el diseñador industrial alemán Ingo Maurer creó objetos e instalaciones de iluminación para el interior del edificio.
El 14 de febrero de 2006, el Atomium fue reinaugurado oficialmente por el entonces príncipe Felipe y el 18 de febrero de 2006 reabrió al público. La renovación costó 26 millones de euros. El Ayuntamiento de Bruselas y la Atomium Association sufragaron un tercio del coste, mientras el Gobierno de Bélgica financió los dos tercios restantes. Para ayudar a financiar la renovación, se vendieron al público piezas de las antiguas placas de aluminio como recuerdos. Una pieza triangular de unos 2 metros de longitud se vendió por 1000 euros. En marzo de 2006, se emitió una moneda conmemorativa de 2 euros que mostraba el edificio para celebrar su renovación y reapertura. Aunque el Atomium representa una celda unitaria de hierro, originalmente las esferas estaban revestidas con aluminio. Tras la renovación de 2004–2006, sin embargo, el aluminio fue sustituido por acero inoxidable, que está compuesto principalmente de hierro.

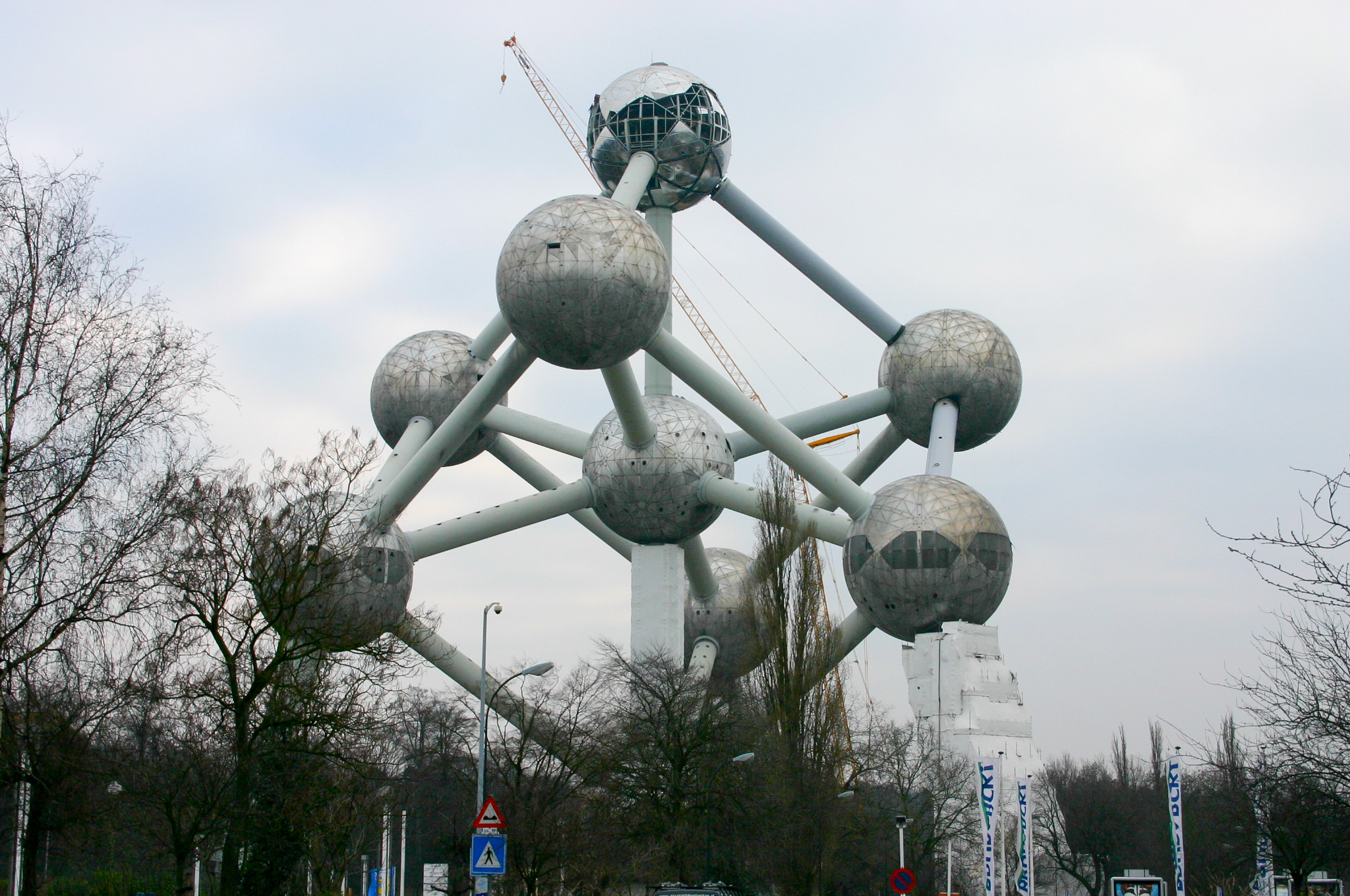
El Atomium al inicio de la renovación de 2004–2006 (5 de febrero de 2004).
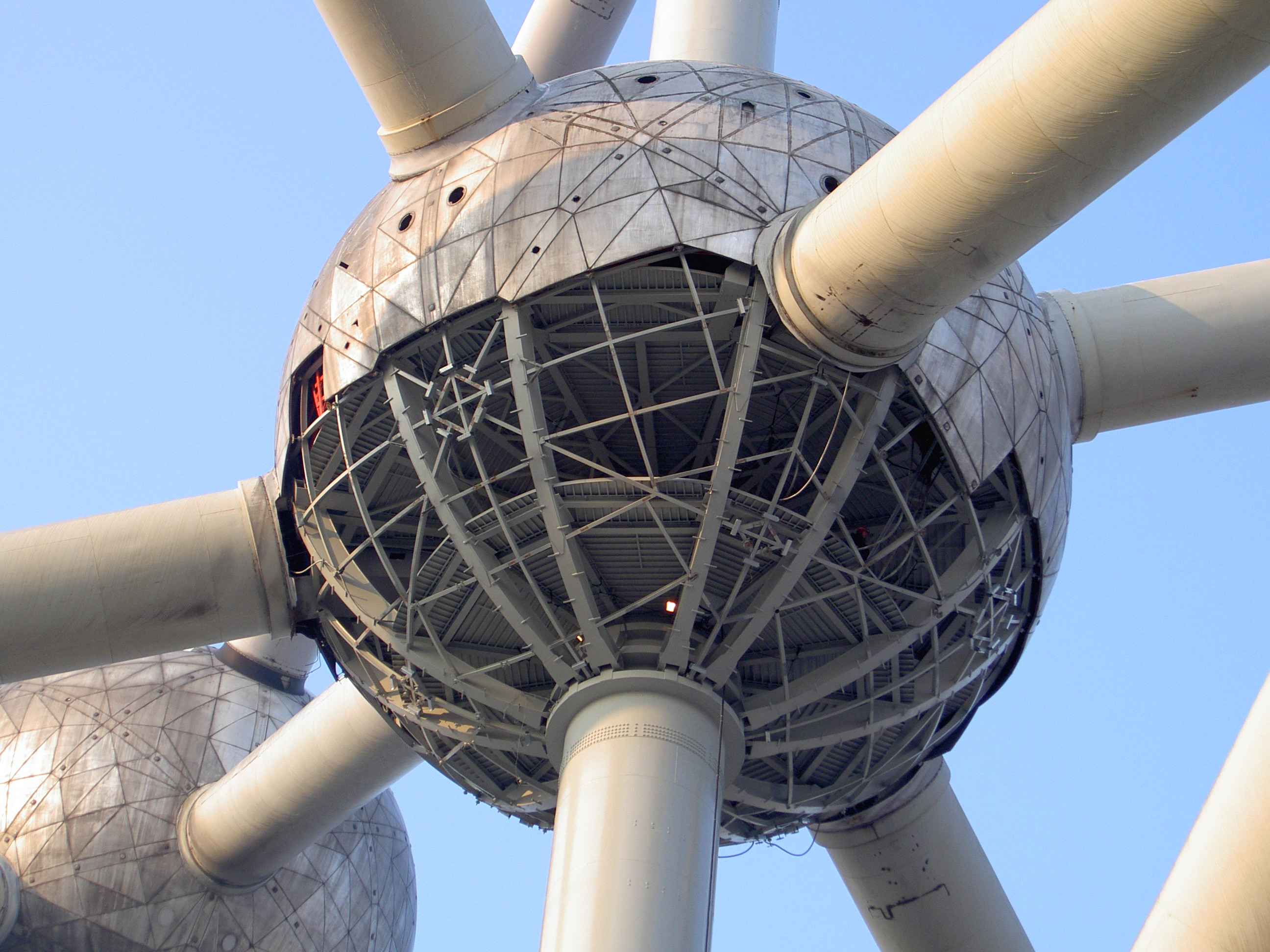
Detalle de la esfera central durante la renovación (25 de febrero de 2005).
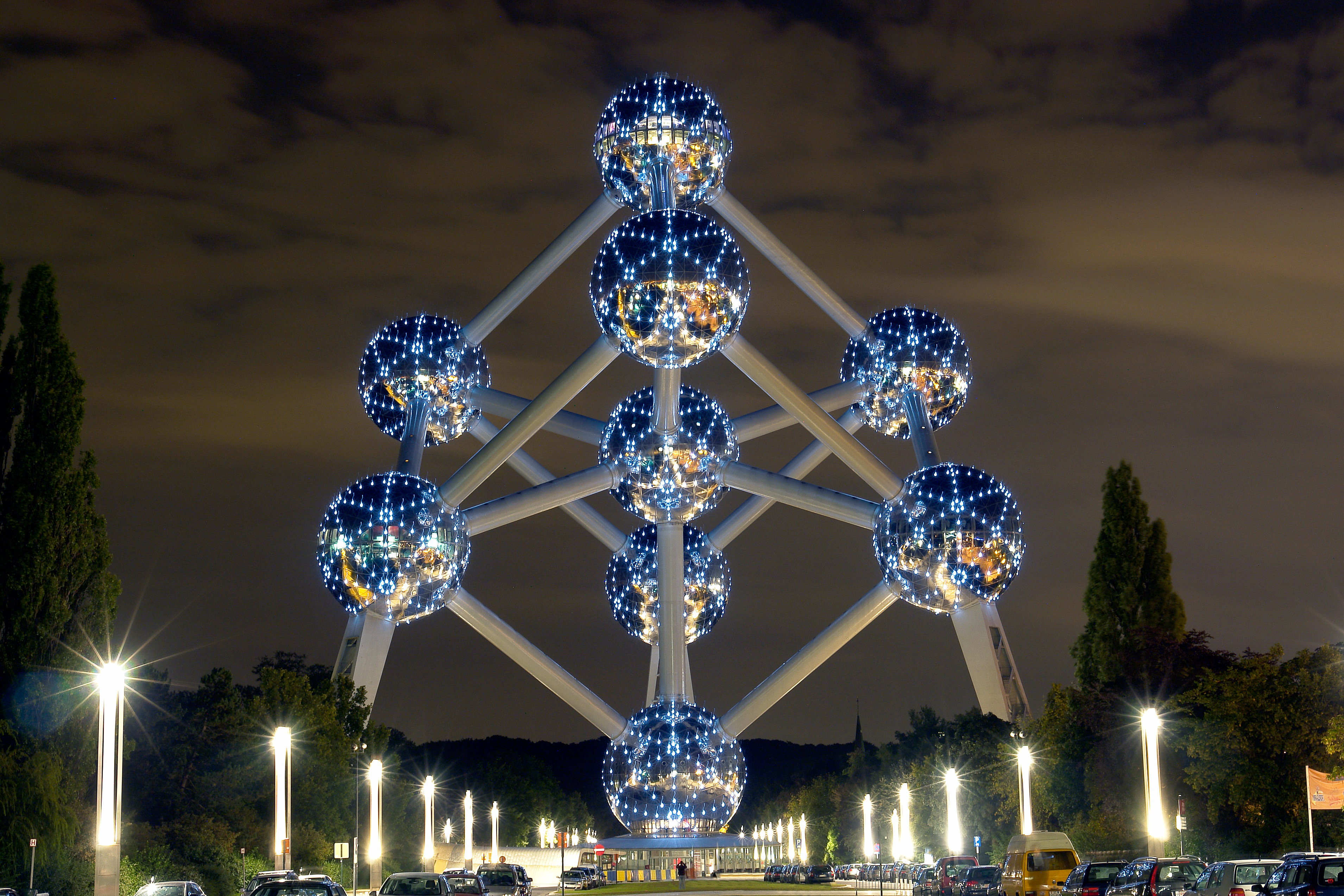
Las esferas iluminadas con luces led tras la renovación (11 de septiembre de 2007).

## Uso
El Atomium, con más de 600 000 visitantes al año, es la atracción turística más popular de Bruselas y constituye el símbolo internacional tanto de la ciudad como del país. Además de su valor patrimonial, también es un lugar cultural y un centro de arte. Más de la mitad del edificio está dedicado a exposiciones que tratan de temas sobre Bélgica y el arte digital.
De las seis esferas abiertas al público: la esfera inferior está reservada para exposiciones permanentes dedicadas a la década de 1950, la Expo 58 y la construcción del edificio; la segunda esfera alberga exposiciones temporales; la tercera esfera y la central tienen espacios flexibles que pueden ser alquilados para eventos, como proyecciones de películas, conciertos, fiestas o conferencias; la esfera más alta, además del mirador panorámico, contiene un restaurante; y la sexta esfera es la esfera de los niños, destinada a la organización de talleres de pedagogía urbana, que permiten que niños de entre seis y doce años pasen la noche allí.

## Reclamaciones de derechos de autor a nivel mundial

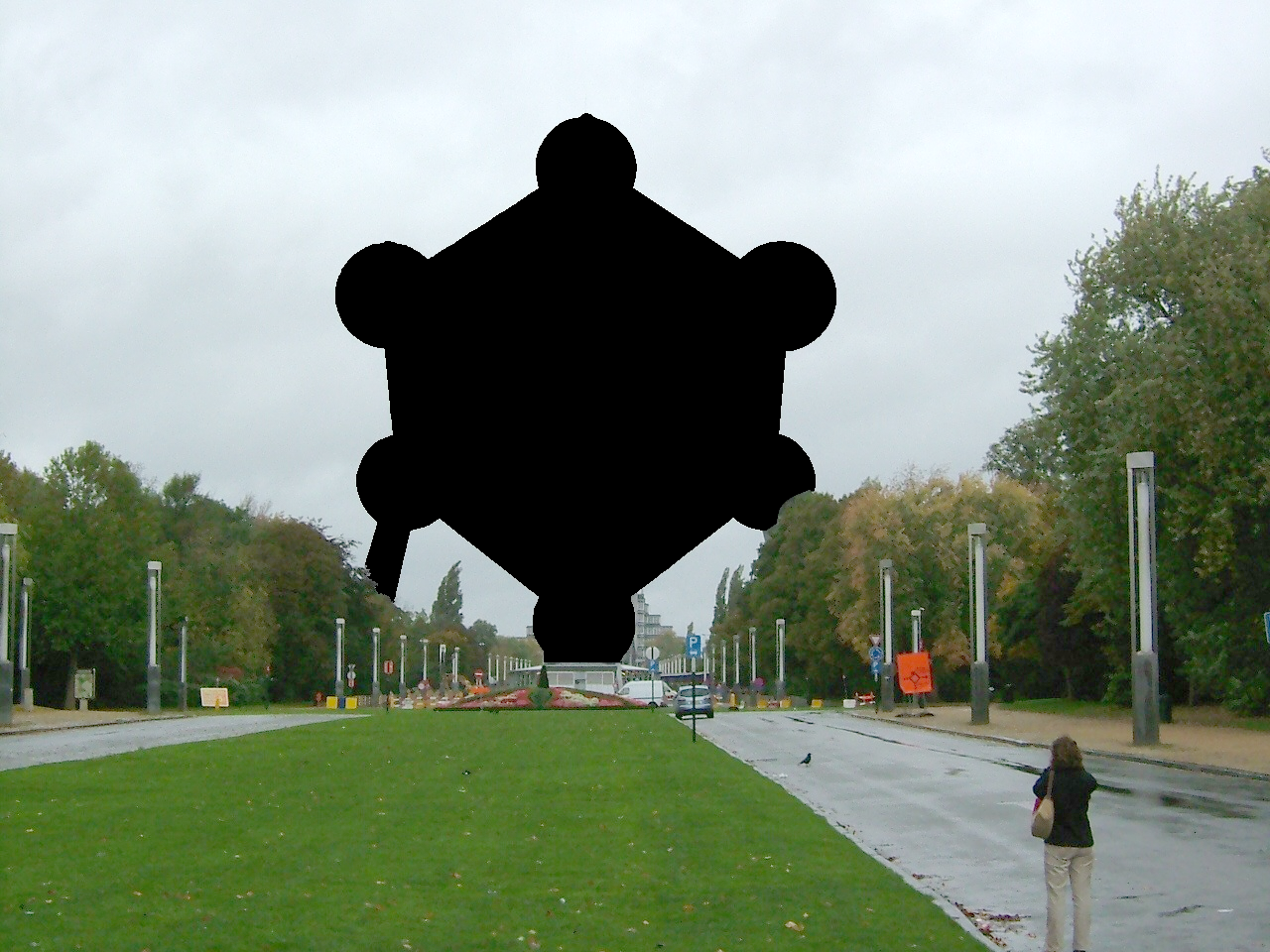
Una fotografía del Atomium censurada debido a la falta de libertad de panorama en la época.

SABAM, una de las sociedades de autores de Bélgica, ha reclamado derechos de propiedad intelectual a nivel mundial sobre todas las reproducciones de la imagen del Atomium a través de la Artists Rights Society (ARS) estadounidense. Por ejemplo, SABAM exigió que un sitio web estadounidense eliminara todas las imágenes del Atomium de sus páginas. El sitio web respondió sustituyendo todas esas imágenes por una advertencia de no tomar fotografías del Atomium, y de que A.S.B.L. Atomium demandará a cualquier persona o grupo que enseñe las fotografías a alguien. SABAM confirmó que es necesario permiso para publicar cualquier imagen del Atomium.
Ralf Ziegermann comentó las complicadas instrucciones de copyright en el sitio web del Atomium específicas para «imágenes privadas». Anno Expo, la organización que estaba planificando las celebraciones por el 50.º aniversario de la Expo 58, anunció en la ciudad de Malinas una «huelga cultural de guerrillas» y pidió a la gente que les enviaran sus antiguas fotografías del Atomium para que cien editores de imágenes pintaran sobre las esferas. SABAM respondió que harían una excepción en 2008 y que se podrían publicar fotografías privadas durante un año con la única condición de que no fueran para fines comerciales. Anno Expo anunció posteriormente que habían censurado parte de su propio informe debido a «complicaciones» y mencionó una reunión que mantuvieron con SABAM. El alcalde de Malinas, Bart Somers, calificó de absurdas las normas de derechos de autor del Atomium.
En el verano de 2015, el partido político belga Liberales y Demócratas Flamencos, parte del primer Gobierno de Charles Michel, presentó una proposición de ley para permitir la libertad de panorama en Bélgica. Esta proposición se promulgó como ley en junio de 2016, permitiendo así que se distribuyeran legalmente las imágenes del Atomium y de otros edificios situados en la vía pública sujetos a derechos de autor.